# Pálos kolostor (Salföld)
A kőkúti pálos kolostor egy középkori pálos kolostor romja, a mai Salföld falu határában, az Ábrahám-hegyen, a Balaton-felvidéken.

## Fekvése
A Balaton-felvidék hegycsoportjának nyugati záró tömbje az Örsi-hegy, ennek keleti oldalában, az erdős hegygerinc mögött, a Klastrom-völgy fölé emelkedő erdős dombocskán állanak a kolostor romjai, amelyek Salföld falu határában, déli irányban találhatók, Ábrahámhegytől légvonalban körülbelül 2,5 km-re. Egy darabig a temető mellett elhaladó földúton autóval is megközelíthető, majd a piros vonallal jelzett turistaúton 2–3 km gyalogtúrával érhető el. Turistaút vezet még Badacsonyörsre (P, K+) és Ábrahámhegyre is (P).

## Felépítése

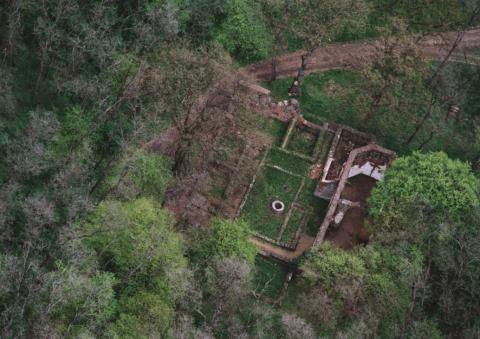
A kolostorrom légi felvételen

Az eredeti templom valószínűleg nem a pálos rend építészeti munkájának eredménye, hanem a szerzetesek egy már meglévő román kápolnát vettek birtokukba, amit később körülépítéssel saját igényeik szerint kibővítettek. Az újjáépített templom már a pálos rend sajátos építési stílusának jegyeit viseli: a templomépületet keletre tájolták, ehhez a kolostor északról csatlakozik.
A templom egyhajós, 21,6 m hosszú, és 7,9 m széles volt, 1475 körül késő gótikus stílusban átépítették, ekkor került hozzá a még ma is látható, hosszú szentély. Feltehetőleg csúcsíves keresztboltozat borította. Nyolcszög alakú, a nagyvázsonyi temploméhoz hasonló hálóboltozatos mennyezetű szentélye a gótikára jellemzően a hajóval körülbelül azonos szélességű, poligonálisan záródik. A hajótól egy gótikus diadalív választja el.
A templomhoz északról csatlakozik a négyszögalaprajzú kolostor. Ennek csak az 1480 körüli átépített formája ismert. Az 1962-es feltárás rekonstrukciós rajzai alapján középen – nem teljes négyszögű – kerengős udvar volt, itt állt a ma is ép nagyméretű kőkút. Az épület hálótermei alatt a borospince, a hálótermek mellett déli irányban egy nagyméretű élelmiszerpince és egy kamra, a kolostor délnyugati csücskében pedig konyha és refektórium (étkező) volt.

## Története
A salföldi pálos kolostort az Atyusz nemzetségből származó kőkúti Sal család alapította 1263 előtt, majd Szent Mária Magdolna tiszteletére szentelték fel. A kolostort először Pál veszprémi püspök említi „Kőkút sancte Maria Magdelene” formában egy Boldog Özséb által készíttetett 1263-as összeírásban. Ebben IV. Orbán pápa felhatalmazására a pálos rend első kolostorait írták össze, hogy a pápaság megállapíthassa, bejegyezhető-e a remeteség szerzetesrendként. Az összeírt hét kolostor közül csak a bakonyszentjakabi találtatott rendi működésre alkalmasnak. Valószínűleg ekkor épült az eredeti román stílusú egyhajós templom, a kerengő, valamint néhány köréje telepített remetekunyhó.

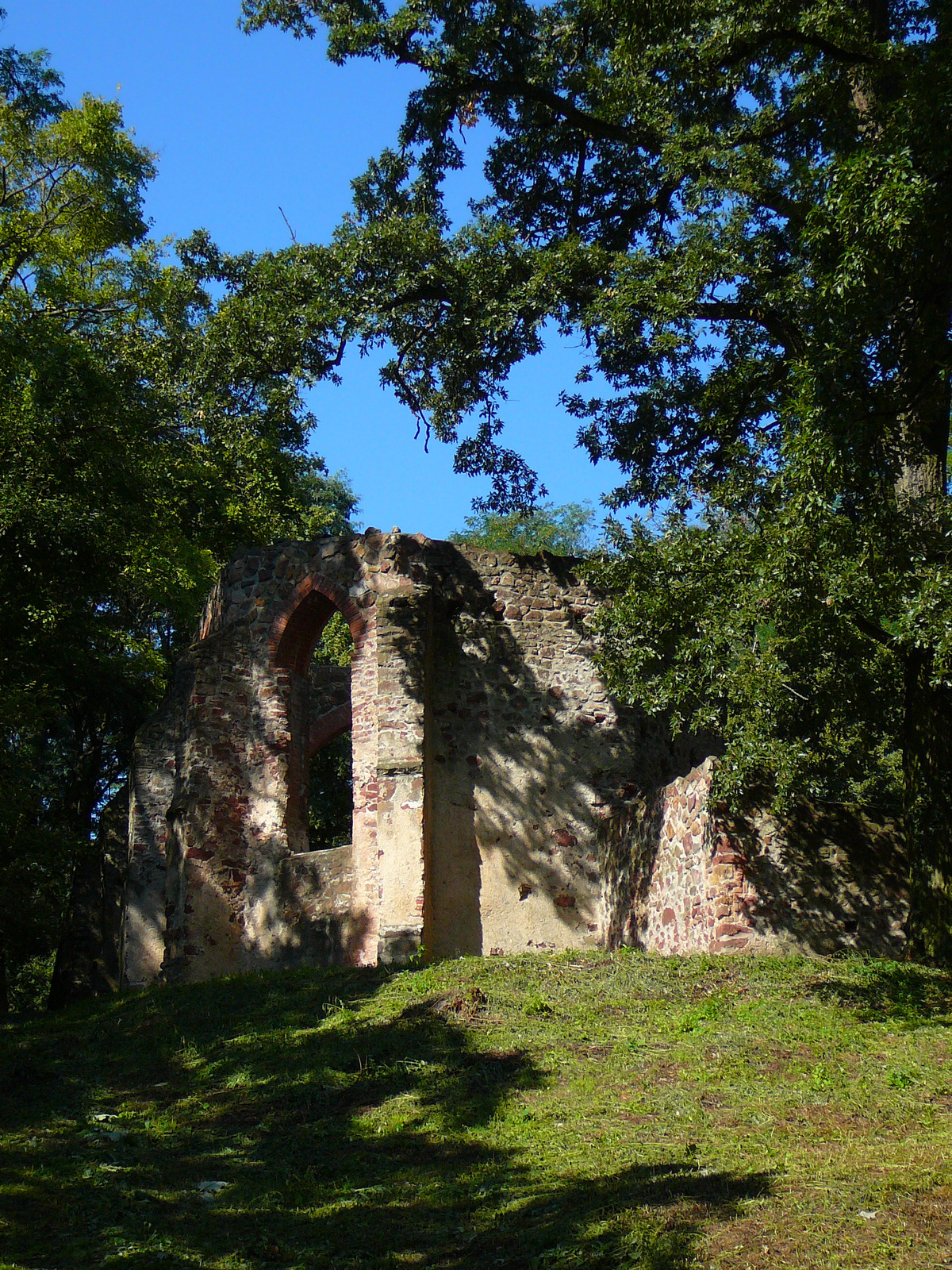
A gótikus templomhajó romjai

A kolostor később egy 1307. július 12-i oklevél említi, melyben „Barnabás fia Kelemen a veszprémi káptalan ábrahámi jobbágya saját lelki üdvéért egy szőlőt adományoz a köveskúti remeték Szt. Mária Magdalena tiszteletére szentelt egyházának”. A káptalan hozzájárult az adományhoz, amennyiben a szőlő utáni tizedet megfizetik. Ennek ismeretében érthető meg a kolostor alá épített hatalmas borospince szerepe is.
Az 1440-es évek első felében I. Ulászló király és Erzsébet özvegy királyné hívei között ebben a térségben kemény harcok dúltak, ekkor több más kolostorral egyetemben a salföldi is elnéptelenedett. Az uzsai pálos kolostorba így ferencesek kerültek Márton pálos főperjel hozzájárulásával, sőt közölte, szívesen átengedi a ferenceseknek a szintén elhagyott kőkúti kolostort is, de arról nincs adat, valóban ferencesek költöztek-e ide. Annyi bizonyos, hogy az uzsai kolostor még 1455-ben is üresen állt, és valószínű, hogy a pártharcok lecsillapodása után a pálosok visszatértek az elhagyott kőkúti kolostorba.
1475-ben a kőkúti kolostor megújítása érdekében István bíboros búcsúengedélyt adott ki, a századfordulón pedig késő gótikus stílusban átépítették. 1487-ben a pálos rend prior-főgenerálisa a bakonyszentjakabi pálos kolostor tulajdonába engedett át egy, korábban a pálosok kezelésében lévő malmot, ahonnan a törökök hírére eltávoztak a szerzetesek. Annyi bizonyos, hogy Gyöngyösi Gergely pálos generális Inventáriumában (1520-as évek) már nem szerepelt a kőkúti monostor, vagyis ha lakták is még szerzetesek, azok nem pálosok lehettek.
Amikor a 16. századi végvári harcok elérték a Balaton-felvidéket, a kolostor már elhagyott és düledező volt. A kolostor valószínűleg az 1554. november 7-i Tihanyt és Csobáncot eredménytelenül támadó török hadjárat áldozata lett.
Az erősebb, jobban megépített templom jobban bírta a századok súlyát, míg a gyengébb anyagból készült kolostor gyorsabban pusztult, s ennek a (bizonyára) könnyebben megbontható köveit hordták el építkezésekhez, így a templom tetőtlenül is máig megmaradhatott. A megmaradt romok legnagyobb pusztulása az 1820-as évek során egy közeli juhakol építésekor következett be, ekkor a gyulakeszi Csigó család hordta el mind a templom, mind a kolostor köveit. Ez már a 20. század elején is romokban állt, ma erdészház van a helyén.

## Feltárása

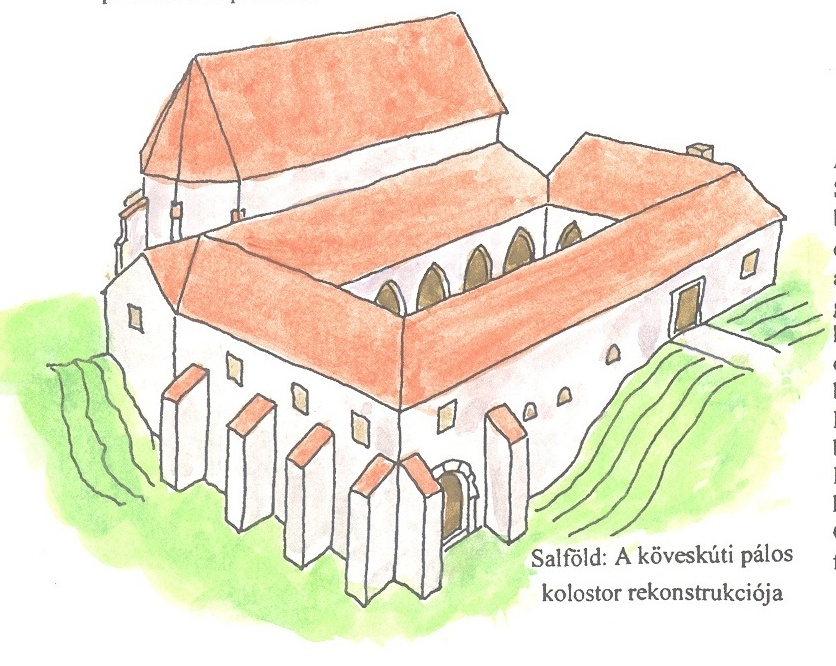
Bérczi Szaniszló rekonstrukciós rajza Guzsik Tamás kutatásai nyomán

Romjainak teljes régészeti föltárása és falainak állagmegóvása 1959-ben kezdődött meg dr. Sági Károly régész vezetésével. 1962-ig csak minimális feltárások történtek, később 1962 és 1967 kezdődtek nagyobb lélegzetű feltárási és restaurálási munkálatok.

### Állagvédelem
Az állagmegóvási munkákat Schőnerné Pusztai Ilona vezette, az általa készített állagmegóvási terv alapján. A kőfalakat az eredeti falazó anyagtól láthatóan eltérő, kisméretű téglával egészítették ki. A templom és a sekrestye falai körben párkánymagasságig állnak, a kolostorból csak alapfalak maradtak. A kolostor keleti szárnya alatt terjedelmes borospince húzódik, amelynek íves kapuját restaurálták. A helyreállítás során felújították a cserépfedeles sekrestyét és kápolnát, ahol azokat az itt talált faragott köveket helyezték el, melyeket nem tudtak beépíteni.
Az így felújított rom viszont folyamatos állagmegóvást igényelt volna, de ezt az elkövetkező több mint 30 évben nem biztosították. Az időjárás váltakozása hatására a rom enyhén lepusztult, így ismételt munkálatokat igényelt. 2002-ben a Monstorapáti Erdészet területén fekvő műemlékek felújításáról Farkas Attila erdészeti igazgató készített fejlesztési tervet. Ennek kivitelezése során három másik történelmi emlékhely közjóléti fejlesztése mellett a pálos kolostor romja is fontos szerepet kapott. 2003-ban Pusztai Ilona műemléki tervező – aki az eredeti helyreállítási tervet készítette 40 évvel azelőtt – a Bakonyerdő Zrt.-vel közösen elkészítette rom állagmegóvási tervét. Ennek kivitelezése során az állapotmegóvás mellett egy turista-pihenőhelyet is kialakítottak a kolostor mellett.
Mivel azonban a diadalív továbbra is életveszélyes maradt, 2004-ben Salföld önkormányzata a Bakonyerdő Zrt.-vel közösen a Megyei Önkormányzatnál kiírt pályázat keretében a szentélyben található egyik gótikus ablak ívével együtt helyreállíttatta. 2005 és 2007 között a Bakonyerdő Zrt. a Nemzeti Kulturális Alaphoz benyújtott sikeres pályázatai eredményeképpen teljes romkonzerválást és felújítást hajtott végre.

### A romok jelenlegi állapota
A templom falai a boltozatig állnak, a szentélyben helyenként láthatók még a bordaindítások nyomai is. A gótikus ablakok közül egy mérműves ablak áll, ezen megmaradtak részletképzések, a másik ablakból már kitört a mérmű. A kolostorszárnyakból csak részletek maradtak fent, a falak körülbelül combmagasságig állnak.